# Goldener Stern (Bad Lauchstädt)

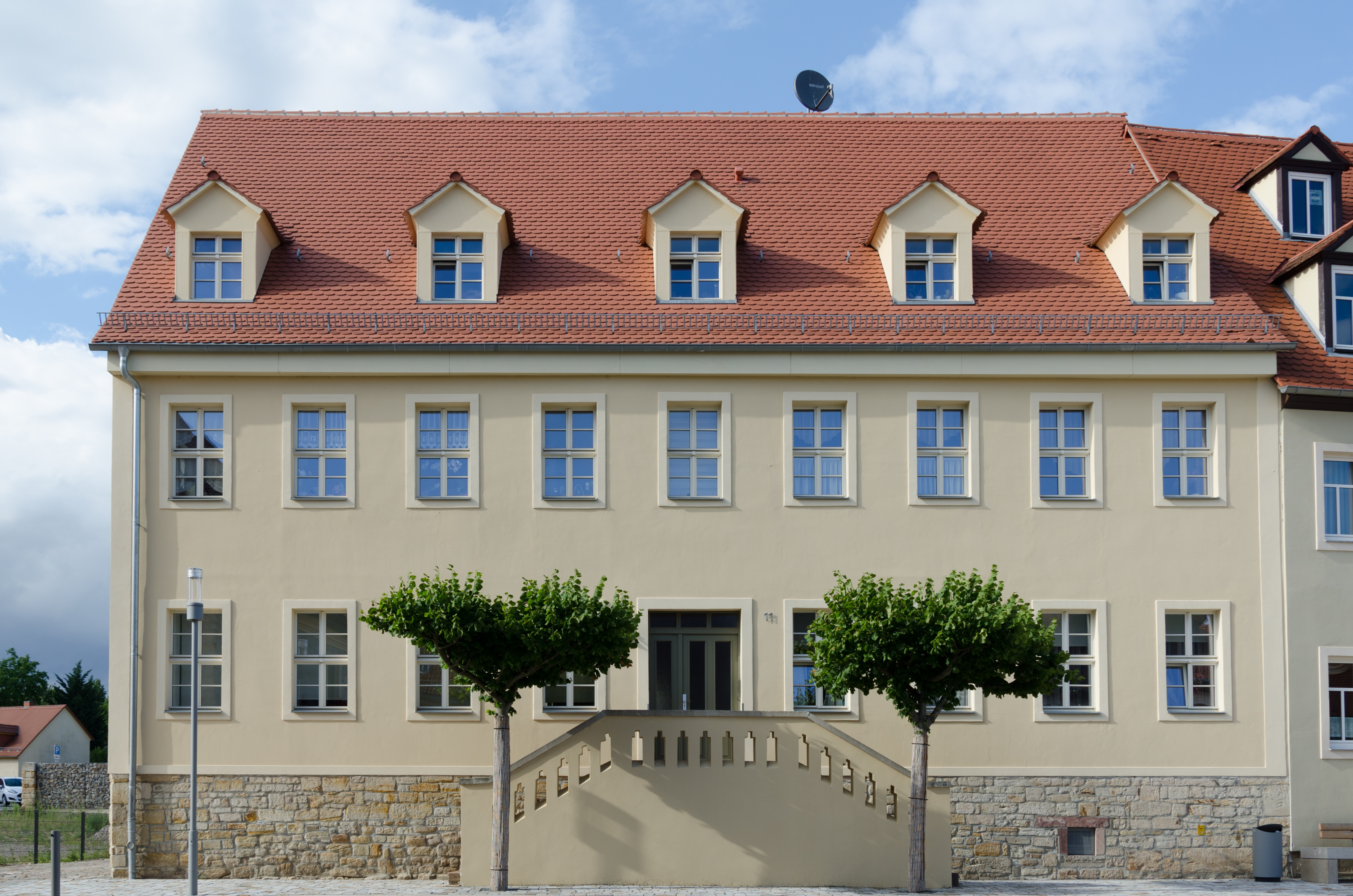
Ehemaliges Gasthaus Goldener Stern

Das Gasthaus Goldener Stern ist ein denkmalgeschütztes Gasthaus in der Stadt Bad Lauchstädt in Sachsen-Anhalt. Im örtlichen Denkmalverzeichnis ist das Gasthaus unter der Erfassungsnummer 094 20636 als Baudenkmal verzeichnet.
Bei dem Gebäude mit der Adresse Markt 11 handelt es sich um das ehemalige Gasthaus Goldener Stern. Das Gebäude verfügt über eine zweiläufige Freitreppe mit steinernem Geländer. An der Nordseite wurde im 19. Jahrhundert ein Saal angebaut, ein zweiter Saal entstand von 1924 bis 1926. Über Jahrzehnte wurde das Gebäude aufgrund seiner vielen Säle als Kino unter dem Namen Weiße Wand genutzt.